# كأس فرنسا 2017–18
كأس فرنسا 2017–18 (بالفرنسية: Coupe de France de football 2017-2018)‏ هو الموسم 101 من  كأس فرنسا. فاز فيه باريس سان جيرمان.